# Luiz Gustavo (Fußballspieler, 1994)
Luiz Gustavo (* 12. Februar 1994 in Valentim Gentil, São Paulo; voller Name Luiz Gustavo Tavares Conde) ist ein brasilianischer Fußballspieler, der auch die italienische Staatsbürgerschaft besitzt.

## Karriere
Der im kleinen Ort Valentim Gentil im Bundesstaat São Paulo geborene Luiz Gustavo, der als Innenverteidiger, Außenverteidiger oder im defensiven Mittelfeld eingesetzt werden kann, begann seine professionelle Karriere in der Jugend von Palmeiras São Paulo. Im Jahr 2008 absolvierte er im Alter von 14 Jahren ein Probetraining beim FC Arsenal. Luiz Gustavo durfte u. a. einige Einheiten mit der ersten Mannschaft von Arsène Wenger absolvieren, blieb aber aufgrund von Heimweh und fehlender Englischkenntnisse nicht langfristig in England.
Im Juli 2012 kam Luiz Gustavo unter dem Trainer Luiz Felipe Scolari erstmals in der ersten Mannschaft zum Einsatz. Mit seinem Team gewann er kurz darauf die Copa do Brasil, musste aber am Ende der Série A 2012, in der er noch zu zwei weiteren Einsätzen kam, aus der Série A absteigen.
Nachdem Luiz Gustavo nach dem Abstieg in die Série B in der Saison 2013 nicht zum Einsatz gekommen war, wechselte er Ende September 2013 auf Leihbasis zum Erstligisten EC Vitória. Bis zum Ende der Série A 2013 kam er auf elf Einsätze in der Série A. In der Série A 2014, in der Vitória abstieg, kam Luiz Gustavo zu 23 Einsätzen in der Série A, in denen ihm sein erstes Tor gelang. Hinzu kamen sieben Einsätze (zwei Treffer) in der Staatsmeisterschaft von Bahia. In der Saison 2015 standen für Luiz Gustavo lediglich vier Einsätze in der Série B zu Buche (kein Tor).
In den ersten Monaten des Jahres 2016 spielte Luiz Gustavo auf Leihbasis bei Ferroviária und kam zu zwei Einsätzen (kein Tor) in der Staatsmeisterschaft von São Paulo. Anschließend wechselte er bis zum Ende der Saison 2016 zum Avaí FC, für den er auf acht Einsätze in der Série B kam und mit Erreichen des zweiten Platzes in die Série A aufstieg.
Von Mitte bis Ende Januar 2017 nahm Luiz Gustavo am Training des deutschen Zweitligisten TSV 1860 München teil. Zu einer Verpflichtung kam es allerdings nicht. Sein Vertrag bei Palmeiras lief noch bis Ende Oktober 2017. Seit Ende Februar 2017 war Luiz Gustavo auf Leihbasis beim Oeste FC aktiv, für den er zu sieben Einsätze in der Série B sowie zu elf Einsätzen in der Staatsmeisterschaft von São Paulo kam.
Anfang Januar 2018 wechselte Luiz Gustavo zum CR Vasco da Gama, bei dem er einen Einjahresvertrag erhielt. Der Kontrakt wurde später bis 2020 verlängert. Nachdem er aber die Rolle eines Reservespielers nicht hinaus gekommen war, wurde ab der Austragung der Série B 2019 an den Guarani FC ausgeliehen. Auch zum Saisonstart 2020 spielte Luiz Gustavo keine Rolle in der Kaderplanung von Vasco und wurde für die Spiele um die Staatsmeisterschaften an den Goiás EC ausgeliehen. Nach dem Auslaufen seines Vertrages unterschrieb er in dem Jahr beim Cuiabá EC. Zum Beginn der Série B 2021 ging er zu Guarani zurück.
Zur Austragung der Staatsmeisterschaft 2022 ging der Spieler zum EC Santo André und im Anschluss für die Série C 2022 zum Mirassol FC. Bei dem Klub blieb er bis März 2023. In dem Jahr trat er noch beim ABC Natal und EC Juventude an. Zum Saisonbeginn 2024 trat er wieder bei Santo André an.

## Erfolge
Avaí
- Aufstieg in die Série A: 2016

Palmeiras
- Copa do Brasil: 2012

Vasco
- Taça Guanabara: 2019

Mirassol
- Série C: 2022